# Adolf von Linstow
Adolf Friedrich Gottfried von Linstow (* 14. Mai 1832 in Ratzeburg; † 7. Dezember 1902 in Lübeck) war ein preußischer Generalleutnant.

## Leben

### Herkunft
Adolf war ein Sohn des dänischen Kammerherrn und Hofjägermeisters Wilhelm von Linstow (1776–1847) und dessen zweiter Ehefrau Charlotte, geborene von der Lühe (1799–1883). Der kommissarische Regierungspräsident Hartwig von Linstow (1810–1884) war sein Stiefbruder.

### Militärkarriere
Nach seiner Erziehung im elterlichen Hause sowie dem Besuch des Gymnasiums in Ratzeburg trat Linstow am 14. Januar 1850 als Avantageur in das 26. Infanterie-Regiment der Preußischen Armee ein. Er avancierte Anfang Februar 1852 zum Sekondeleutnant, wurde am 1. Juli 1853 Bataillonsadjutant und stieg Ende Mai 1859 zum Premierleutnant auf. Am 19. Juni 1859 erfolgte seine Kommandierung als Adjutant des 26. Landwehr-Infanterie-Regiments, aus dem sich bei der Heeresreform Anfang Juli 1860 das 3. Magdeburgische Infanterie-Regiment Nr. 66 formierte. Linstow wurde Regimentsadjutant und avancierte am 13. Februar 1864 zum Hauptmann und Kompaniechef. Als Chef der 5. Kompanie nahm Linstow 1866 während des Krieges gegen Österreich an den Schlachten bei Münchengrätz sowie Königgrätz teil und erhielt für sein Wirken den Roten Adlerorden IV. Klasse mit Schwertern. Nach dem Krieg wurde er am 30. Oktober 1866 in das Infanterie-Regiment Nr. 79 nach Hildesheim versetzt, schied aber am 15. September 1869 in Genehmigung seines Abschiedsgesuches unter Verleihung des Charakters als Major aus dem aktiven Dienst.
Für die Dauer der Mobilmachung anlässlich des Krieges gegen Frankreich wurde Linstow als Kommandant des Kriegsgefangenenlagers bei Koblenz wiederverwendet und nach dem Friedensschluss am 3. Oktober 1871 als aktiver Offizier zunächst dem 7. Rheinischen Infanterie-Regiment Nr. 69 aggregiert und Mitte Dezember 1871 einrangiert. Er erhielt am 13. Oktober 1872 das Patent zu seinem Dienstgrad und wurde am 23. März 1873 Kommandeur des Füsilier-Bataillons. Am 15. Mai 1877 wurde Linstow in das 5. Brandenburgische Infanterie-Regiment Nr. 48 versetzt und rückte Mitte Mai 1878 als Oberstleutnant zum etatmäßigen Stabsoffizier auf. Unter Stellung à la suite beauftragte man Linstow am 2. September 1882 mit der Führung des 7. Pommerschen Infanterie-Regiments Nr. 54. Am 13. September 1882 wurde er Oberst und am 13. März 1883 zum Regimentskommandeur ernannt. Daran schloss sich mit der Beförderung zum Generalmajor am 22. März 1888 seine Versetzung als Kommandeur der 7. Infanterie-Brigade nach Bromberg an. Unter Verleihung des Charakters als Generalleutnant wurde Linstow am 24. März 1890 mit Pension zur Disposition gestellt. Er lebte zunächst in Ratzeburg und zog dann nach Lübeck, wo er am 7. Dezember 1902 starb.

### Familie
Linstow heiratete am 30. Mai 1855 in Magdeburg Therese Lösener (* 1836). Das Paar hatte mehrere Kinder:
- Martha (1856–1934) ⚭ 1881 Hermann von dem Borne (1850–1923), preußischer Generalmajor
- Hedwig (* 1857) ⚭ 1884 Eugen Thiel (* 1853), preußischer Oberst a. D.
- Waldemar (1859–1929), preußischer Generalmajor ⚭ 1884 Margarethe Steinicke (* 1866)
- Siegfried (1861–1862)
- Hans (* 1863), preußischer Hauptmann ⚭ 1898 Marie Zeschke (* 1873)
- Hartwig (1874–1907), preußischer Leutnant ⚭ Sophie Elisabeth Weber (1876–1959)